# Léon Gontran Damas
Léon Gontran Damas (Caiena, Guaiana Francesa, 28 de març de 1912 - Washington D. C., 22 de gener de 1978) va ser un poeta i polític francès. Va ser un dels fundadors del moviment de la negritud.

## Biografia
Damas va néixer a Caiena (Guaiana francesa), fill d'Ernest Damas, un mulat d'ascendència europea i africana, i de Bathilde Damas, una mestissa d'ascendència americana i africana. En 1924, Damas va ser enviat a Martinica a estudiar al Lycée Victor-Schoelcher, on va conèixer Aimé Césaire. En 1929, Damas es va mudar a París per a continuar amb els seus estudis. Allí es va reunir amb Césaire i va conèixer Léopold Sédar Senghor. En 1935, els tres joves van publicar el primer nombre de la revista literària L'Étudiant noir, la qual va servir de base per a la fundació del moviment de la negritud.
En 1937, Dames va publicar el seu primer volum de poesia, Pigments. Damas s'allistà en l'Exèrcit de Terra Francès durant la Segona Guerra Mundial i posteriorment va ser escollit per a l'Assemblea Nacional Francesa com a diputat per Guaiana. Durant els pròxims anys, Dumas va viatjar i va ensenyar en diferents parts del món, incloent Àfrica, els Estats Units, llatinoamèrica i el Carib. També va contribuir com a editor de la revista Présence africaine i com a conseller i delegat de la UNESCO. El 1970 es va mudar a Washington D. C., on va ensenyar a la Universitat de Georgetown i posteriorment a la Universitat Howard. Va continuar ensenyant en la Universitat Howard fins a la seva mort el gener de 1978. Va ser enterrat a la Guaiana Francesa.

## Obres

### Poesia
- Pigments. Paris : Guy Lévis Mano, (1937). Paris : Présence Africaine, (1962).
- Poèmes nègres sur des airs Africains. Paris : Guy Lévis Mano, (1948).
- Graffiti. Paris : Seghers, (1952).
- Black-Label. Paris : Gallimard, (1956).
- Névralgies. Paris : Présence Africaine, (1966).
- Pigments. Paris : Hoquet, (1962)

### Assaigs
- Retour de Guyane. Paris : José Corti, (1938).
- Poètes d'expression française. Paris : Seuil, (1947).
- Poèmes Nègres sur des airs africains. Paris : G.L.M. Éditeurs, (1948).

### Contes
- Veillées noires, Contes Nègres de Guyane. Paris : Stock, 1943. Montréal/Ottawa : Leméac, (1972).